# Leptopsammia pruvoti
Espèce
Statut CITES
Leptopsammia pruvoti, appelé corail jaune solitaire, est une espèce de coraux appartenant à la famille des Dendrophylliidae.

## Galerie

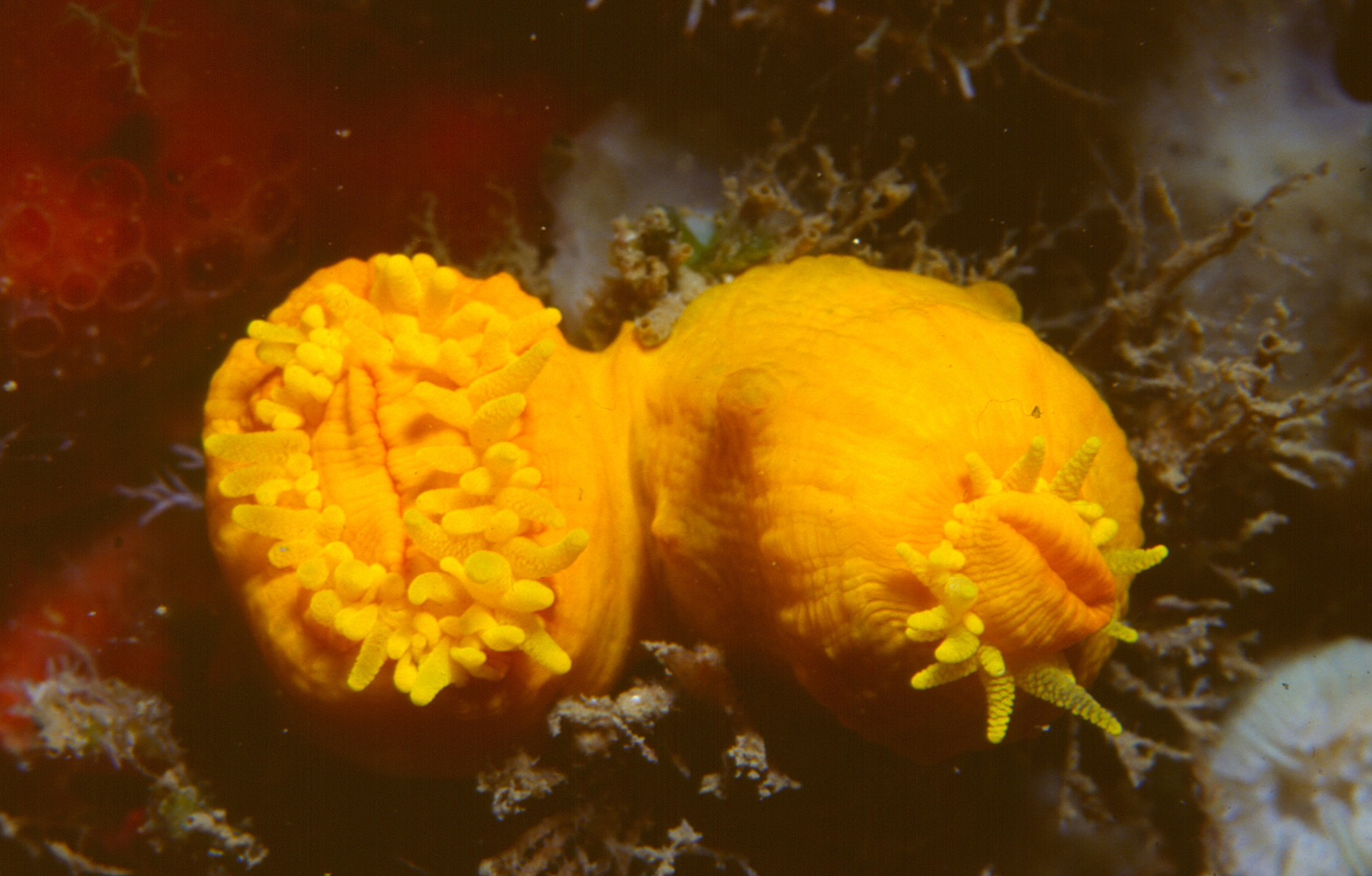
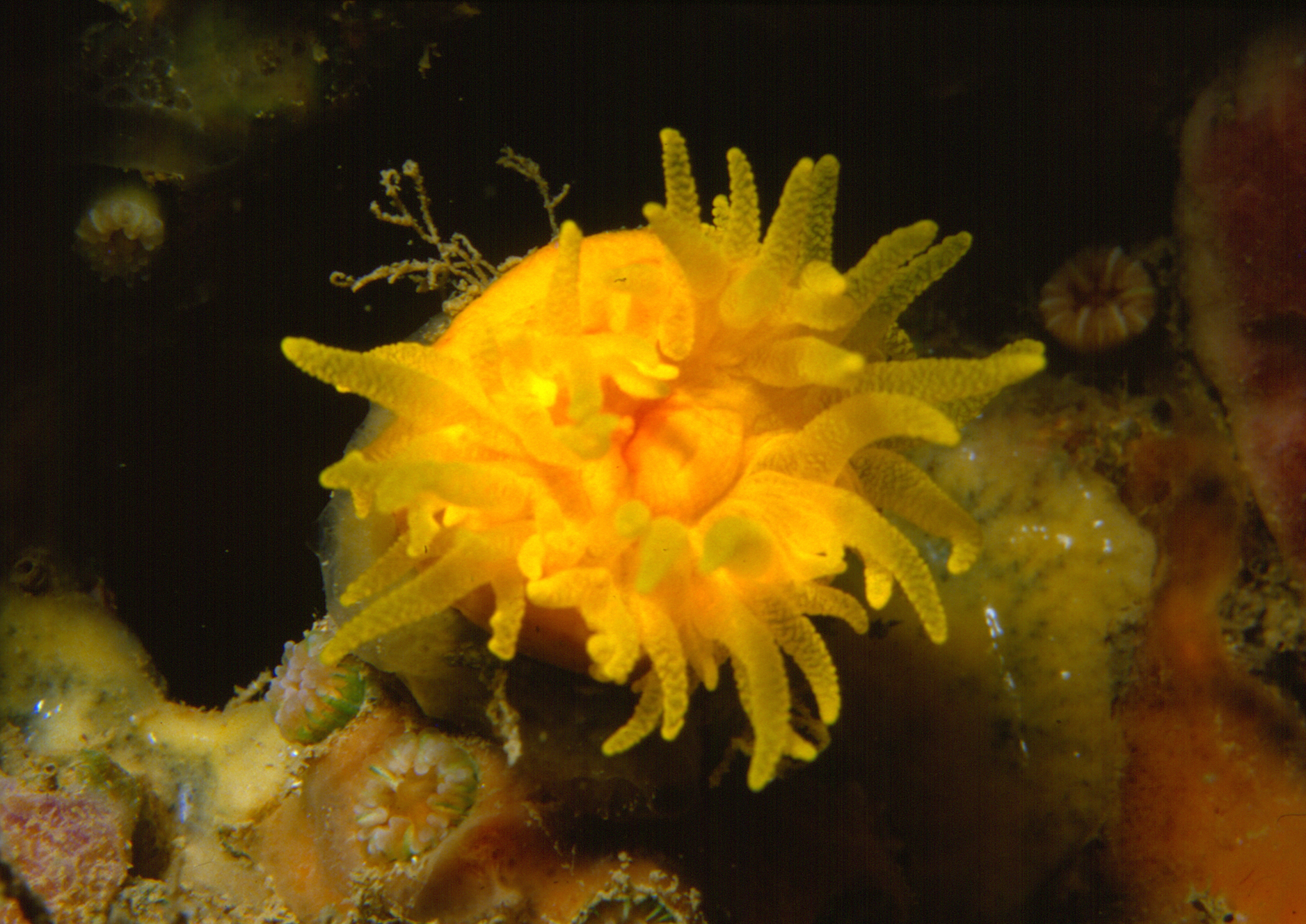
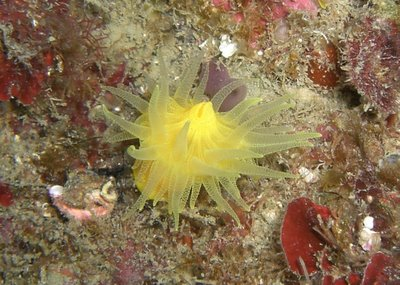
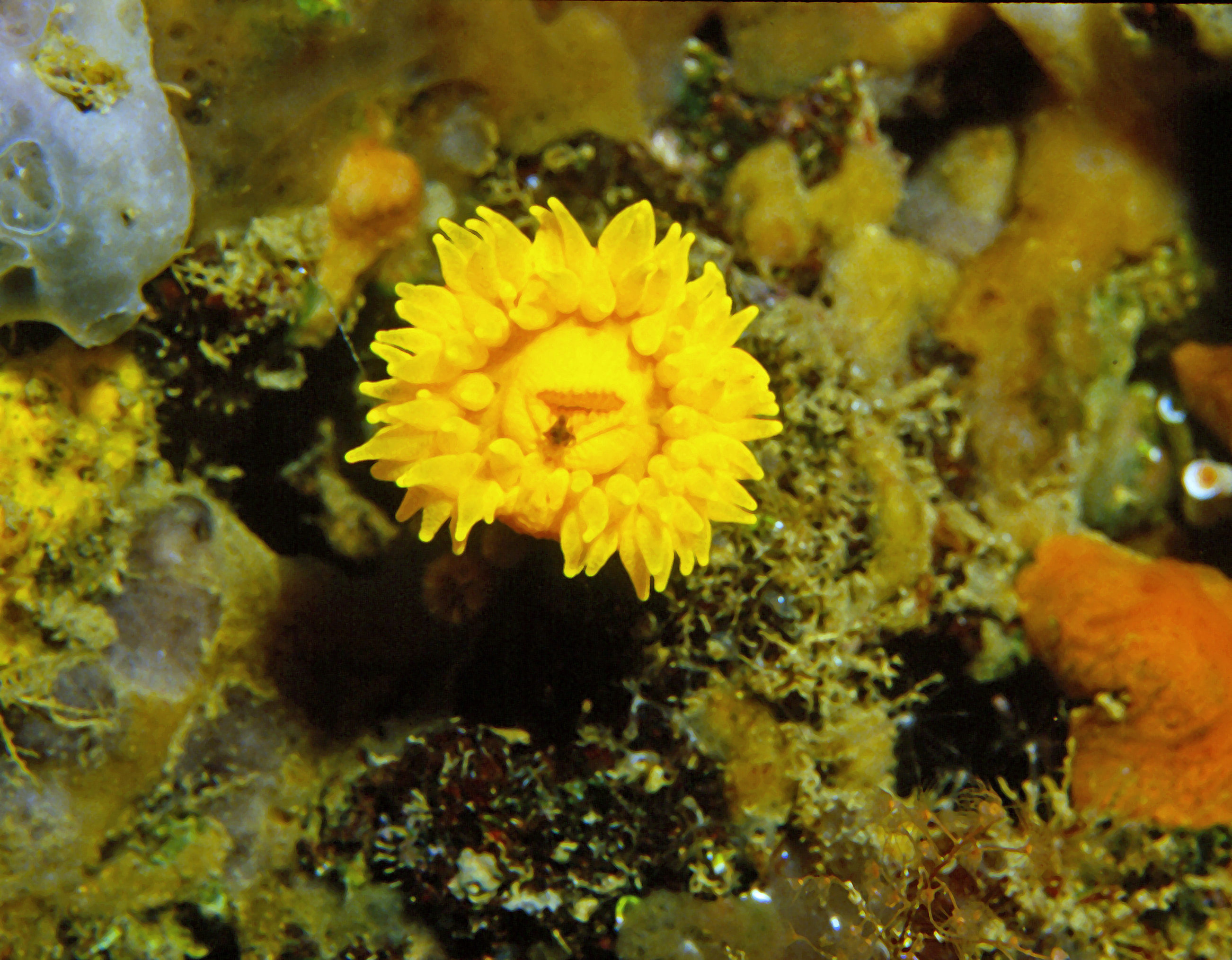
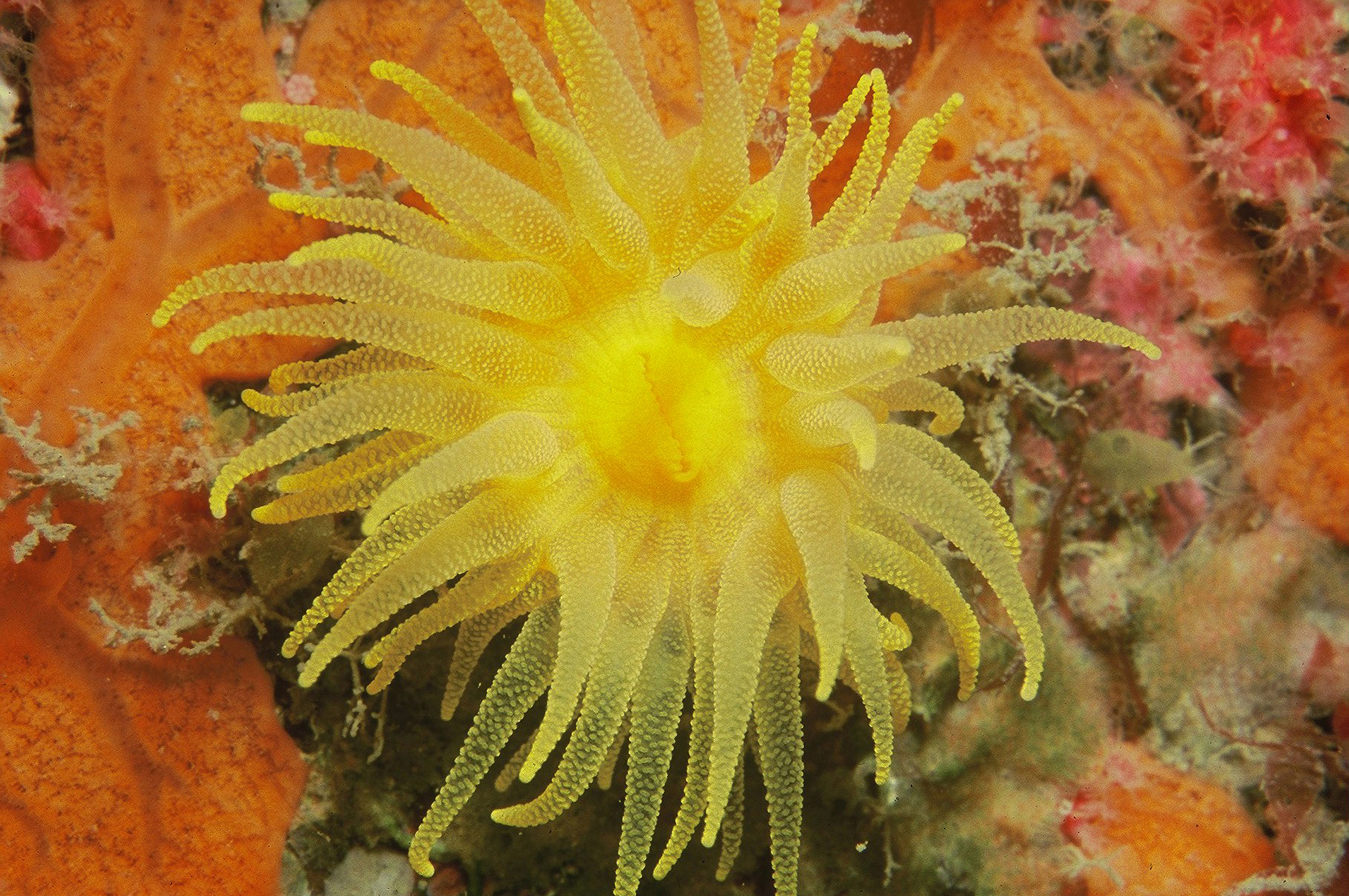